# Jegor Kluka
Jegor Wasiljewicz Kluka (ros. Егор Васильевич Клюка; ur. 15 czerwca 1995 w Kobryniu na Białorusi) – rosyjski siatkarz pochodzenia białoruskiego, grający na pozycji przyjmującego, reprezentant Rosji. Od sezonu 2020/2021 występuje w drużynie Zenit Petersburg.
W 2014 roku przyjął obywatelstwo rosyjskie.

## Sukcesy klubowe

### juniorskie
Mistrzostwo Młodej Ligi Rosyjskiej:
- 2014
- 2013

### seniorskie
Puchar Challenge:
- 2017
- 2016

Klubowe Mistrzostwa Świata:
- 2018

Liga rosyjska:
- 2021, 2025
- 2019

Puchar CEV:
- 2021

## Sukcesy reprezentacyjne
Mistrzostwa Świata U-23:
- 2015[2]

Igrzyska Europejskie:
- 2015[3]

Letnia Uniwersjada:
- 2015[4]

Mistrzostwa Europy:
- 2017

Liga Narodów:
- 2018, 2019

Igrzyska Olimpijskie:
- 2020

## Nagrody indywidualne
- 2013: Najlepszy atakujący Młodej Ligi Rosyjskiej
- 2014: Najlepszy atakujący Młodej Ligi Rosyjskiej
- 2015: MVP i najlepszy przyjmujący Mistrzostw świata U-23
- 2019: Najlepszy przyjmujący Ligi Narodów
- 2021: Najlepszy przyjmujący Igrzysk Olimpijskich